# Bunt w Demerarze (1823)
Bunt w Demerarze z 1823 roku – powstanie z udziałem ponad 10 000 niewolników, które miało miejsce w kolonii Demerara-Essequibo (Gujana). Rozpoczęło się 18 sierpnia 1823 r. i trwało dwa dni. Uczestniczyli w nim niewolnicy o najwyższym statusie. Po części przyczyną jego rozpoczęcia było złe traktowanie i pragnienie wolności; ponadto istniało powszechne błędne przekonanie, że Parlament uchwalił prawo do emancypacji, ale zostało ono wstrzymane przez władców kolonialnych. Zainicjowany głównie przez Jacka Gladstone’a, niewolnika na plantacji „Sukces”, bunt dotyczył również jego ojca, Quaminy i innych starszych członków grupy kościelnej, do której należeli. Angielski pastor i misjonarz John Smith również był zamieszany w sprawę.
Rebelia ta, w znacznym stopniu przebiegająca bez przemocy została brutalnie stłumiona przez kolonistów pod rządami gubernatora Johna Murraya. Zabili oni wielu niewolników: liczbę ofiar szacuje się od 100 do 250 osób. Po upadku powstania rząd skazał na śmierć kolejnych 45 ludzi, a 27 stracono. Ciała niewolników były później pokazywane publicznie przez wiele miesięcy jako środek odstraszający dla innych. Jack po stłumieniu buntu został wywieziony na wyspę Saint Lucia, a John Smith, który został postawiony przed sądem wojennym i czekał na wykonanie wyroku śmierci, zmarł przed jego wykonaniem jako męczennik walczący o zniesienie kary śmierci.
Wiadomość o śmierci Smitha wzmocniła ruch abolicjonistów w Wielkiej Brytanii. Quamina, uważany za prawdziwego przywódcę buntu, został uznany za bohatera narodowego po uzyskaniu niepodległości przez Gujanę. W stolicy kraju Georgetown, wiele ulic i zabytków nazwanych zostało jego imieniem.

## Kontekst
Demerara została po raz pierwszy skolonizowana przez Holendrów w XVII wieku pod auspicjami Holenderskiej Kompanii Zachodnioindyjskiej (DWIC). Gospodarka, początkowo oparta na handlu, zaczęła być wypierana w XVIII wieku przez uprawę trzciny cukrowej na dużych plantacjach. Region Demerara zaczęto osiedlać w 1746 roku, a nowe możliwości przyciągnęły brytyjskich osadników z pobliskiego Barbadosu. W 1760 r. Brytyjczycy stanowili największe skupisko ludności w Demerarze; rejestry przedsiębiorstw z 1762 roku wykazały, że 34 z 93 plantacji należało do Anglików. Brytyjczycy stanowili główne zagrożenie zewnętrzne dla holenderskiej kontroli nad koloniami od 1781 do 1796 r., kiedy to Wielka Brytania uzyskała de facto nad nimi kontrolę. Po nalocie korsarzy w lutym 1781 r. okupacja brytyjska trwała do stycznia 1782 r., kiedy wyspa została odzyskana przez Francuzów, a następnie przekazana Holendrom.
Brytyjczycy przekazali rząd nad Demerarą Holendrom w 1802 r. na warunkach pokoju w Amiens, ale rok później przejęli kontrolę nad nią W 1812 roku Brytyjczycy połączyli Demerarę i Essequibo w kolonię Demerara-Essequibo. Kolonie zostały scedowane do Wielkiej Brytanii przez traktat zawarty między Holandią i Wielką Brytanią w dniu 13 sierpnia 1814 roku. Stabroek, jako stolica kolonii znajdującej się pod panowaniem Holendrów, został przemianowany na Georgetown w 1812 roku. Mocarstwa kolonialne ustanowiły gubernatora, a lokalne przepisy zostały ustalone przez Trybunał Polityki.
Podstawą gospodarki był cukier, uprawiany na plantacjach trzciny cukrowej przez niewolników. Sprzedaż upraw w Wielkiej Brytanii odbywała się na preferencyjnych warunkach. Według danych z 1762 roku 2571 niewolników pracowało na 68 plantacjach w Essequibo, a kolejnych 1648 osób pracowało w Demerarze. Liczby te były jednak znacznie zaniżone, ponieważ zatrudnienie niewolników było podstawą opodatkowania. Do 1769 roku 3986 niewolników pracowało na 92 plantacjach w Essequibo i 5967 na 206 plantacjach w Demerarze. Warunki pracy niewolniczej były niedostateczne, złe i kosztowne z powodu monopolu handlowego DWIC, a przemyt z Barbadosu był powszechny. Holenderscy koloniści zapewnili dominację białej ludności nad rosnącą populacją niewolników dzięki współpracy z tubylcami, którzy stanowczo opierali się białej dominacji, ale mogli również działać zbrojnie przeciwko wszelkim nieprzyjacielskim najazdom. Gdy w roku 1763 wybuchło powstanie niewolników w Berbice, tubylcy zablokowali granicę, aby zapobiec rozprzestrzenianiu się zagrożeń na Demerarę.

### Plantacje
Kiedy pod koniec swojej kadencji Wray został przeniesiony do pobliskiej Berbice, misja pozostawała bez pastora przez trzy lata. John Smith, jego zastępca wysłany do kolonii przez LMS, został równie dobrze przyjęty przez niewolników. Pisząc do LMS, Smith powiedział, że duchowieństwu wyraźnie nakazano, aby nie mówić niczego, co mogłoby spowodować rozczarowanie niewolników ich panami lub niezadowolenie z ich statusu. Wielu w kolonii było oburzonych obecnością kaznodziejów, których uważano za szpiegów ruchu abolicjonistycznego w Londynie. Obawiano się, że nauki religijne i promowane postawy liberalne ostatecznie doprowadzą do buntu niewolników. Koloniści przerywali służbę, rzucali kamieniami w kościoły, uniemożliwiali ministrom dostęp do niektórych plantacji, odmawiając pozwolenia na budowę kaplic na ziemi plantacyjnej; niewolników powstrzymywano od uczestniczenia w nabożeństwach na każdym kroku. Smith został wrogo przyjęty przez gubernatora Johna Murraya i większość kolonistów. W budowanych przez niego kaplicach widziano zagrożenie dla produkcji na plantacji i obawiano się większych niepokojów. Smith zgłosił do LMS, że gubernator powiedział mu, że „plantatorzy nie pozwolą, by ich niewolnicy zostali nauczeni czytania, pod groźbą wygnania z kolonii”.
Co więcej, brytyjski parlament poparł naukę religii dla niewolników, dlatego właściciele plantacji byli zobowiązani do zezwolenia niewolnikom na uczestnictwo w niej, pomimo ich sprzeciwu. Koloniści, którzy w niej nie uczestniczyli, byli postrzegani przez Smitha jako zakłócający lub rozpraszający. Niektórzy nadzorcy brali udział w tych naukach tylko po to, by nie dopuścić do obecności w nich ich własnych niewolników. Jednym z argumentów właścicieli plantacji było to, że niewolnicy mieszkali zbyt daleko, by chodzić na nabożeństwa. Kiedy Smith poprosił o ziemię, aby mógł na niej wznieść kaplicę Johna Reeda, właściciela „Dochfoura”, pomysł został zawetowany przez gubernatora Murraya, rzekomo z powodu skarg, które otrzymał na temat Smitha. Koloniści zignorowali nawet nakaz przekazywania niewolnikom że powinni uczęszczać na nabożeństwa, powodując gwałtowny spadek produktywności w sektorze usług.
Mniej więcej w tym samym czasie Smith napisał list do George’a Burdera, sekretarza LMS, ubolewając nad warunkami pracy niewolników.
Da Costa zauważył, że niewolnicy, którzy się zbuntowali, mieli motywy, które opierały się na statusie rzeczy ruchomych: rodziny wielu z nich zostały złapane w rezultacie burzliwych zmian właścicielskich na poszczególnych plantacjach i obawiały się, że zostaną sprzedane i / lub rozdzielone (jak w przypadku niewolnika Telemacha); Chrześcijanie często skarżyli się na szykany i karanie za wiarę; Niewolnice donosiły, że były wykorzystywane lub gwałcone przez właścicieli lub menedżerów (Betsy, Susanna). Niewolnicy byli również często karani z błahych powodów. Wielu menedżerów / właścicieli (McTurk, Spencer) nalegało, aby niewolnicy pracowali w niedziele, oraz odmawiano im wstępu do kościoła; Pollard, menedżer „Non Pareil” i „Bachelor’s Adventure”, był wobec nich notorycznie brutalny. Quamina skarżył się na częste pozbawianie go legalnego dnia wolnego i brak możliwości pójścia do kościoła; nie mogąc zająć się swoją chorą żoną, znalazł ją martwą pewnej nocy po powrocie do domu. Jack Gladstone, niewolnik „Sukcesu” który nie pracował pod niczyim kierownictwem i cieszył się dużą swobodą dowiedział się o debacie na temat niewolnictwa w Wielkiej Brytanii i usłyszał pogłoski o dokumentach emancypacyjnych przybywających z Londynu.
Gladstone, który nigdy nie pojawił się na swojej plantacji, został zwiedziony przez swojego adwokata z Demerary, Fredericka Corta, wierząc, że rzadko trzeba karać niewolników. Twierdził, że ogólnie byli oni zadowoleni i byli w stanie zarabiać znaczne pieniądze, sprzedając nadwyżki dóbr z ich podstawowej pracy. Po rewolcie sekretarz Londyńskiego Towarzystwa Misyjnego ostrzegł Gladstone’a, że Cort kłamał, ale Gladstone nadal identyfikował się z Cortem i innymi jego agentami. Robertson, jego drugi syn, kontrolował posiadłości od 22 listopada 1828 r. do 3 marca 1829 roku. Podczas tych kontroli zauważył, że Cort był „próżniakiem i zwodzicielem”, który źle zarządzał swoimi majątkami. Dopiero wtedy Cort został zwolniony. W Wielkiej Brytanii Charles Grey i inni krytykowali koncepcję nieobecności właścicieli na swoich plantacjach. Sir Benjamin d’Urban, który objął urząd gubernatora-porucznika Essequibo i Demerary w 1824 r., napisał do Henry’ego Bathursta, sekretarza stanu ds. Kolonii, w dniu 30 września 1824 r., krytykując „...nieuczciwych menedżerów, pod którymi umieszcza się zbyt wielu niewolników. Nazywał ich półwykształconymi ludzi o niewielkiej dyskrecji stawiających własne kaprysy ponad dowództwo. Mówił, że być może to dobrzy plantatorzy – ale zupełnie niezdolni do posiadania cech ludzkich, chociaż mogą oni z powodzeniem dbać o bydło”.

## Bunt
Niewolnicy o najwyższym statusie, tacy jak bednarze, a także inni członkowie kongregacji Smitha, byli zamieszani w kierowanie buntem przeciwko trudnym warunkom i złemu traktowaniu, domagając się tego, co uważali za swoje prawo. Quamina i jego syn Jack Gladstone (obaj byli niewolnikami na plantacji „Sukces”), skłonili swoich rówieśników do buntu. Quamina, członek kościoła Smitha był jednym z pięciu wybranych, aby stali się diakonami kongregacji wkrótce po przybyciu Smitha. W brytyjskiej Izbie Gmin w maju 1823 r. Thomas Fowell Buxton przedstawił rezolucję potępiającą stan niewolnictwa jako „odrażającą zasadę brytyjskiej konstytucji i religii chrześcijańskiej”, i wezwał do jego stopniowego zniesienia „we wszystkich koloniach brytyjskich”. W rzeczywistości przedmiotem tych plotek były rozkazy w Radzie (do administracji kolonialnych) sporządzone przez George’a Canninga pod naciskiem abolicjonistów w celu złagodzenia warunków pracy niewolników po debacie w ich sprawie. Jego głównymi postanowieniami było ograniczenie dziennych godzin pracy niewolników do dziewięciu i zakazanie chłosty dla niewolnic.
Podczas gdy gubernator Berbice natychmiast złożył oświadczenie po otrzymaniu rozkazów z Londynu, i polecił miejscowemu proboszczowi, Johnowi Wrayowi, wyjaśnienie zgromadzeniu jego przepisów, John Murray, jego odpowiednik w Demerarze, otrzymał nakaz z Londynu 7 lipca 1823 r. Środki te okazały się kontrowersyjne, ponieważ zostały omówione w Sądzie Polityki 21 lipca i ponownie 6 sierpnia. Zostały one przekazane jako ostateczne, ale administracja nie złożyła formalnej deklaracji co do jej przyjęcia. Brak formalnego oświadczenia doprowadził do pogłosek, że mistrzowie otrzymali instrukcje, by uwolnić niewolników, ale odmówili. W tygodniach poprzedzających rewoltę szukał potwierdzenia prawdziwości plotek u innych niewolników, zwłaszcza tych, którzy pracowali dla ludzi, którzy „mogli coś wiedzieć”: w ten sposób uzyskał informacje od Susanny, gospodyni / kochanki Johna Hamiltona z „Le Resouvenir”; od Daniela, sługi gubernatora; Joe Simpson z „Le Reduit” i innych. W szczególności Simpson napisał list, w którym stwierdził, że ich wolność jest bliska, ale ostrzegł ich, aby byli cierpliwi. Jack napisał list (podpisując się imieniem ojca) do członków kaplicy informując ich o „nowym prawie”.
Buntowali się także ci na „Le Resouvenir”, gdzie znajdowała się kaplica Smitha. Quamina, który był szanowany zarówno przez niewolników, jak i wyzwolonych początkowo próbował powstrzymać bunt niewolników a zamiast tego nalegał na pokojowy strajk; zmusił kolegów niewolników, by nie używali przemocy. Jako współpracujący rzemieślnik, który nie pracował pod niczyim kierownictwem, Jack cieszył się dużą swobodą poruszania się. Był w stanie zorganizować bunt poprzez swoich formalnych i nieformalnych współpracowników. Głowni spiskowcy, którzy byli nauczycielami kościoła, to Seaton (w „Success”), William (w „Chateau Margo”), David (w „Bonne Intention”), Jack (w „Dochfour”), Luke (we „Friendship”), Joseph (w „Bachelor’s Adventure”), Sandy (w „Non Pareil”). Ostatecznie wspólnie sfinalizowali oni plan tak aby już następnego ranka niewolnicy podnieśli się przeciwko swoim panom.
Po klęsce niewolników w „Przygodzie kawalerskiej” Jack uciekł do lasu. Za jego schwytanie zaoferowano „dostojną nagrodę” – tysiąc guldenów. Gubernator ogłosił również „PEŁNY i BEZPŁATNY PARDON” dla wszystkich niewolników, którzy poddadzą się w ciągu 48 godzin, pod warunkiem, że nie będą przywódcami lub winnymi „zaistniałych ekscesów”. Jack pozostał na wolności do czasu, gdy wraz z żoną zostali złapani przez kpt. McTurka w „Chateau Margo”, po trzygodzinnej przerwie 6 września.

## Proces Jacka Gladstone’a i Johna Smitha
25 sierpnia gubernator Murray ustanowił sąd wojskowy, któremu przewodniczył ppłk. Stephen Arthur Goodman. Pomimo początkowego buntu, przebiegającego w dużej mierze pokojowo z panami niewolników zamkniętymi w ich domach, ci, którzy zostali uznani za przywódców, byli sądzeni w różnych miejscach wzdłuż wybrzeża i rozstrzeliwani; ich głowy zostały odcięte i przybite do słupów. Stosowano rozmaite kary (w tym chłostę i śmierć). Wykonano 19 z 45 zasądzonych wyroków śmierci; kolejnych 18 niewolników zostało uwolnionych. Quamina należał do grupy osób straconych; ich ciała były zawieszone na łańcuchach przy drodze publicznej przed ich plantacjami i pozostawione aby gniły przez następne miesiące. Jack Gladstone został sprzedany i deportowany do St Lucia; Da Costa sugeruje, że list sir Johna wysłany w jego imieniu spowodował ułaskawienie.
John Smith został postawiony przed sądem wojennym przed porucznikiem Goodmanem 13 października, i oskarżony o cztery przestępstwa: „promowanie niezadowolenia w umysłach niewolników wobec ich prawowitych mistrzów, nadzorców i kierowników, podżeganie do buntu, doradztwo, konsultacje i korespondencje z Quaminą, a także pomocnictwo w buncie i podżeganie do niego, brak ujawnienia planowanego buntu właściwym władzom, oraz o to nie użył swoich starań, aby stłumić, zatrzymać i powstrzymać Quaminę, gdy bunt się rozpoczął. Funkcjonariuszem sądu wojennego nad Smithem był młody kapitan Colin Campbell, późniejszy baron Clyde.
Proces Smitha zakończył się miesiąc później, 24 listopada. Smith został uznany winnym głównych zarzutów i otrzymał wyrok śmierci. W oczekiwaniu na wykonanie wyroku Smith został przeniesiony z Colony House do więzienia, gdzie zmarł z powodu Grużlicy człowieka we wczesnych godzinach rannych 6 lutego 1824 r.; Aby zminimalizować ryzyko wzbudzenia sentymentu niewolników, koloniści pochowali go o 4:00 rano. Grobu nie oznaczono, aby nie stał się on miejscem pielgrzymek dla niewolników. Uspokojenie królewskie nastąpiło 30 marca. Śmierć Smitha była ważnym krokiem naprzód w kampanii na rzecz zniesienia niewolnictwa. Wiadomość o jego śmierci została opublikowana w brytyjskich gazetach, wywołała ogromne oburzenie, zebrano 200 petycji do Parlamentu.

## Następstwa
Bunt miał miejsce kilka miesięcy po założeniu Towarzystwa Przeciwpiechotnego i miał silny wpływ na Wielką Brytanię. Chociaż nastroje społeczne początkowo sprzyjały kolonistom, zmieniło się to wraz z objawieniami. Debata abolicjonistyczna, która została oflagowana, została pobudzona przez śmierć Smitha i 250 niewolników. Stan wojenny w Demerarze został zniesiony w dniu 19 stycznia 1824 r. W Demerarze i Berbice wystąpił znaczny gniew na misjonarzy, który spowodował ich ucisk. Sąd Polityki Demerary wydał zarządzenie udzielające pomocy finansowej kościołowi, który został wybrany przez właścicieli plantacji w każdym okręgu. Kaplica Le Resouvenir została zajęta i przejęta przez Kościół Anglikański.
Pod naciskiem Londynu Demerara Court of Policy w 1825 r. wydała „rozporządzenie w sprawie nauczania religii niewolników i łagodzenia ich stanu”, które zinstytucjonalizowało godziny pracy i niektóre prawa obywatelskie dla niewolników. Weekend określono jako czas od zachodu słońca w sobotę do wschodu słońca w poniedziałek; zdefiniowano również prace terenowe w godzinach od 6:00 do 18:00, z obowiązkową dwugodzinną przerwą. Wyznaczono Obrońcę Niewolników; biczowanie zostało zniesione dla kobiet, podobnie jak jego użycie w terenie. Prawa do małżeństwa i majątku własnego zostały zalegalizowane. Z Londynu nadal płynęły poprawki i nowe rozporządzenia, z których każde stopniowo ustanawiało więcej praw obywatelskich dla niewolników, ale ustawodawca kolonialny silnie się temu sprzeciwiał.
Wielu plantatorów odmówiło zastosowania się do tych przepisów. Konfrontacja trwała nadal, ponieważ plantatorzy wielokrotnie kwestionowali prawo rządu brytyjskiego do uchwalenia praw wiążących kolonię, argumentując, że Trybunał Polityki ma wyłączną władzę ustawodawczą w kolonii. Właściciele plantacji, którzy kontrolowali głosowanie nad wysokością podatków, blokowali administrację, odmawiając głosowania na listę cywilną.
W sierpniu 1833 r. parlament brytyjski uchwalił „Ustawę o zniesieniu niewolnictwa w koloniach brytyjskich, o promowaniu przemysłu wyzyskiwanych niewolników i rekompensat dla osób dotychczas uprawnionych do usług takich niewolników”, ze skutkiem od 1 sierpnia 1834 r. Właściciele plantacji Gujany Brytyjskiej otrzymali 4,297,117 10 funtów. 6½d. w zamian za utratę 84.915 niewolników.